# Just Another Band from L.A.
Just Another Band from L.A. ist ein Livealbum von Frank Zappa und The Mothers of Invention. Es wurde am 7. August 1971 im Pauley Pavilion in Los Angeles aufgenommen und 1972 veröffentlicht.

## Titelliste
Seite 1 
1. Billy the Mountain (Zappa) – 24:47

Seite 2 
1. Call Any Vegetable (Zappa) – 7:22
2. Eddie, Are You Kidding? (Kaylan, Seiler, Volman, Zappa) – 3:10
3. Magdalena (Kaylan, Zappa) – 6:24
4. Dog Breath (Zappa) – 3:39

### Billy the Mountain
Die erste Seite des Albums besteht aus dem 25 Minuten langen Stück Billy the Mountain. Es ist die absurde Geschichte eines Bergs, der mit seiner Frau Ethell, einem Baum, die Tantiemen für sein Erscheinen auf Postkarten erhält und davon einen Urlaub macht und dabei einige Zerstörung anrichtet. Das Stück wird als Persiflage auf die damals beliebten Rockopern gesehen. Eine uneditierte Version des Stückes ist auf dem Album Playground Psychotics zu hören.

### Call Any Vegetable
Die erste Version von Call Any Vegetable veröffentlichte Zappa 1967 auf dem Album Absolutely Free. Inhaltlich geht es darum, dass untätige Leute aus Zappas Sicht nicht für die Menschheit verloren sind – entsprechende Ansprache vorausgesetzt.(S. 58f) Der Track mit diesem Titel war der nur erste Teil einer dreiteiligen Suite, die beiden anderen folgten direkts danach. 
In diesem Album werden die drei Teile in erheblich veränderter Form zu einem Track zusammengefasst. Der erste Teil ist textlich fast unverändert, wird aber wesentlich rockiger vorgetragen. Der zweite, rein instrumente Teil wurde zum Rahmen für ein Gitarrensolo von Zappa. Der dritte Teil enthält weiterhin gesprochene Texte, jedoch geht es jetzt nicht mehr um Gemüse, sondern um den Satz It´s so fucking great to be alive, der sich ins Deutsche nur seht sperrig mit „Es ist so verdammt großartig, lebendig zu sein“ übersetzen lässt. Am Ende wurde das Hauptthema des ersten Teils in leicht abgewandelter Form wiederholt. 
Dies Stück gehörte in den 1970er Jahren lange zum Live-Repertoire vom Zappas Band. Viele Konzerte wurden mitgeschnitten und erst lange nach Zappas Tod offiziell veröffentlicht. 

### Eddie, Are You Kidding?
Das Stück Eddie, Are You Kidding? bezieht sich auf eine TV-Werbung von Edward Nalbandian, dem Inhaber eines Bekleidungsgeschäfts in Los Angeles. Diese Werbung war so allgegenwärtig, dass sie sogar in der The Tonight Show von Johnny Carson erwähnt wurde.

## Nicht veröffentlichte Stücke des Konzerts
Die folgenden Stücke des Konzerts wurden nicht veröffentlicht:
- Peaches en Regalia
- Tears Began to Fall
- Shove It Right In
- Sofa Suite [inkl. Divan]
- Little House I Used to Live In
- Mud Shark, What Kind of Girl Do You Think We Are?
- Bwana Dik, Latex Solar Beef
- Willie the Pimp
- Do You Like My New Car? [inkl. The Groupie Routine]
- Happy Together
- Lonesome Cowboy Burt
- 200 Motels Finale

## Musiker
Mit zur Band gehörten die Sänger Mark Volman und Howard Kaylan sowie der Bassist Jim Pons, frühere Mitglieder der Gruppe The Turtles. Sie traten wegen urheberrechtlicher Probleme der Mothers unter dem Namen „The Phlorescent Leech & Eddie“, auch bekannt als Flo & Eddie, bei.

## Chartplatzierungen
Album – Billboard (Nordamerika)
| Jahr | Chart      | Position |
| ---- | ---------- | -------- |
| 1972 | Pop Albums | 85       |

## Veröffentlichung als CD
Das Album wurde 1990 und 1995 als remasterte CD bei Rykodisc herausgegeben.

## Dweezil Zappa 2008
Im Oktober 2008 erklärte Dweezil Zappa, dass die Band Zappa Plays Zappa das Stück Billy the Mountain auf einer kleinen Tournee spielen würde.